# 99 LIVE IN SEOUL
《99 LIVE IN SEOUL》은 그룹 H.O.T.의 4집 발표를 기반으로 개최된 세 번째 콘서트이다. 팬덤 내에서는 918 콘서트로 약칭하기도 한다.

## 투어 일정
| 일정            | 도시 | 국가     | 장소               | 관객수   |
| --------------- | ---- | -------- | ------------------ | -------- |
| 1999년 9월 18일 | 서울 | 대한민국 | 서울올림픽주경기장 | 45,000명 |

## 세트 리스트
- Opening VCR (Legend Of H.O.T.) -
- We Are The Future
- 투혼 (鬪魂 : The Spirit Of Fighter)
- Medley #1

1. 행복 (Full Of Happiness)
2. 빛 (Hope)_Rearranged

- Ment -

- VCR #2 -
- Medley #2

1. 전사의 후예 (폭력시대)
2. 늑대와 양 (Wolf & Sheep)

- Medley #3

1. 자유롭게 날 수 있도록 (Free To Fly)
2. 우리들의 맹세 (The Promise Of H.O.T.)

- VCR #3 -
- 널 사랑한 만큼

- Ment -

- VCR #4 -
- Do Or Die (장우혁 Solo)
- Korean Pride (토니 안 Solo)

- Ment -
- Right Here Waiting[1](강타 Solo)

- Ment -

- VCR #5 -
- 환희 (It's Been Raining Since You Left Me) (강타 Solo)
- 다시 시작해 (Forever Song) (이재원 Solo)

- VCR #6 -
- 영혼 (Soul) (문희준 Solo)
- Medley #4

1. Go! H.O.T.!
2. 오늘도 짜증나는 날이네
3. 열등감 (The End Of My Inferiority Complex)

- 열맞춰 (Line Up!)

- VCR #7 -
- The Way That You Like Me
- 투지 (Git It Up!)

- Ment -
- 고마워, 미안해 (Together, Forever)

- Ment -

- Encore VCR -
- 아이야! (I Yah!)_Orchestra & Rock Band Ver.

## 특이사항 및 에피소드
- 공연 중 문희준이 솔로곡인 〈영혼 (Soul)〉을 부르던 중 무대에서 추락하는 사고가 벌어졌고 이로 인해 컴백 일정 역시 10월 초로 연기된 바 있다. 한 편 공연에서 이를 지켜보던 팬 200여명이 단체로 졸도하는 소동이 벌어지기도 하였다.[2] 후에 문희준은 SBS 강심장에서 "공연 도중 팬들을 향해 점프하다가 빗물에 미끄러지는 탓 하반신 마비의 위기까지 있었으나 팬들이 너무 놀랄까봐 사실을 숨겼다"고 밝혀 주위를 깜짝 놀라게 했다.[3]
- H.O.T.를 좋아하던 대구의 한 여고생이 부모의 꾸지람을 듣고 자신의 아파트에서 투신해 자살했다. 유가족들은 음악프로에 방영된 H.O.T.의 공연장면을 녹화하려다 부모로부터 핀잔을 들었다고 해명했다.[4]

## 제작
- 주최 : SM 엔터테인먼트
- 기획 : 서울기획